# Auersthal
Auersthal är en ort och kommun  i Österrike. Den ligger i distriktet Gänserndorf i förbundslandet Niederösterreich, 28 kilometer nordost om huvudstaden Wien. 